# Equitius tambourineus
Equitius tambourineus is een hooiwagen uit de familie Triaenonychidae.